# Rumahoy
Rumahoy est un groupe britannique de folk metal, originaire d'Auchtermuchty, en Écosse, puis basé à Ocracoke, en Caroline du Nord.

## Histoire
Rumahoy est formé à Auchtermuchty, en Écosse, en 2011. Rumahoy joue un style musical mêlant des éléments de pirate metal, de folk metal et de power metal. Leurs paroles et leur présence sur scène sont entièrement consacrées aux thèmes pirates. Outre la musique, l'élément déterminant de Rumahoy est son style visuel et son jeu de scène. Les membres du groupe portent des cagoules et des costumes de pirates. Ils sont célèbres pour leur capacité à mêler du heavy metal avec la légèreté et l'humour du thème des pirates,.
Rumahoy est associé au groupe Alestorm, avec lequel il se produit fréquemment. Christopher Bowes a même coécrit plusieurs de leurs chansons,. En 2018, le groupe sort son premier album, The Triumph of Piracy,, suivi par Time II: Party l'année suivante en 2019,,. Entretemps, ils font leurs valises et emménagent à Ocracoke, en Caroline du Nord.

## Discographie
- 2012 : Yarr Demo 2012 (démo)
- 2013 : Heritage Tales: The Very Best of Rumahoy (compilation)
- 2018 : The Triumph of Piracy (album)
- 2019 : Time II: Party (album)
- 2022 : Not Looking for Love (single)